# Stenophatna
Stenophatna is een geslacht van vlinders van de familie spinners (Lasiocampidae).

## Soorten
- S. accolita Zolotuhin & Prozorov, 2010
- S. cymographa (Hampson, 1910)
- S. dentata (Aurivillius, 1899)
- S. foedifraga Zolotuhin & Prozorov, 2010
- S. hollandi (Tams, 1929)
- S. kahli (Tams, 1929)
- S. libera Aurivillius, 1914
- S. marshalli Aurivillius, 1909
- S. proxima Romieux, 1943
- S. rothschildi (Tams, 1936)
- S. tamsi (Kiriakoff, 1963)